# Wojska Obrony Cyberprzestrzeni
Wojska Obrony Cyberprzestrzeni (WOC) – specjalistyczny komponent Sił Zbrojnych Rzeczypospolitej Polskiej utworzony 8 lutego 2022 roku na podstawie ustawy o obronie Ojczyzny, którego zadaniem jest zapewnienie cyberbezpieczeństwa państwa w wymiarze wojskowym.
W skład komponentu wchodzi 12 jednostek wojskowych, w tym dwie jednostki działań w cyberprzestrzeni (JDC „A” w Białobrzegach i JDC „B” w Gdyni). W 2024 roku w trakcie formowania była JDC „C” we Wrocławiu oraz Jednostka Wsparcia Działań w Legionowie. Wszystkie jednostki komponentu podlegają Dowództwu Komponentu Wojsk Obrony Cyberprzestrzeni (DKWOC).
Dowódcą komponentu jest gen. dyw. Karol Molenda.